# 아낙사고라스

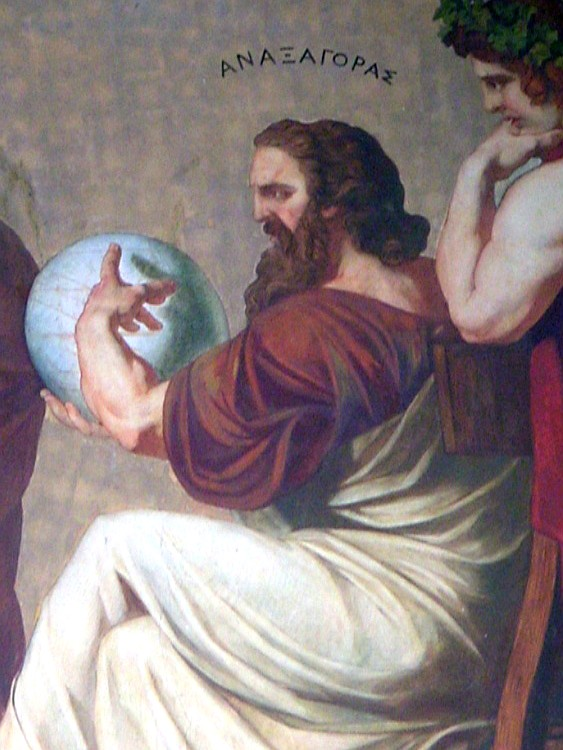
아낙사고라스

아낙사고라스(Ἀναξαγόρας, 기원전 500년경 - 기원전 428년경)는 고대 그리스 시대 소아시아 지역 가운데 하나였던 이오니아의 클라조메나이 출신 소크라테스 이전 철학자이다. 천체 현상을 비롯한 세상만물을 자연적 방법으로 이해하려 했으며, 원소들의 혼돈에 질서를 부여하여 만물을 이루게 하는 정신이자 운동 원리인 누스(Nous)를 강조했다. 아낙사고라스는 이오니아의 철학을 아테나이에 최초로 가져온 철학자로 여겨지고 있다. 아테나이에서 철학을 가르치는 소피스트로 활동하였고 페리클레스와 같은 제자를 두었다. 저서로 <페리푸세우스>가 있다.

## 생애
아낙사고라스는 오늘날 튀르키예 이즈미르 인근에 있던 이오니아의 클라조메나이 출신으로 비교적 부유한 가문 출신이었다고 한다. 그러나, 그가 진리를 탐구하기 위한 오랜 여행을 마친 뒤 고향에 돌아왔을 때 그의 집은 이미 폐허로 변해버린 뒤였다. 발레리우스 막시무스는 아낙사고라스가 폐허로 변한 집 앞에서 “이곳이 폐허로 변하지 않았다면, 내가 그리 되었겠지.”라고 말했다고 기록하였다.
아낙사고라스는 서른여섯 살에 아테나이로 이주하여 소피스트로 살았다. 이 때문에 아낙사고라스는 이오니아의 철학을 아테나이로 전파하였다는 평가를 받는다. 아낙사고라스는 페리클레스와 같은 제자들을 두었다. 그는 만물은 모두 그 안에 수 없이 많은 “종자”를 품고 있다고 설파하였다. 예를 들면 아버지의 정자 속엔 이미 작은 사람이 들어서 있다는 설명이 이런 종자론에 해당한다.
아낙사고라스는 천체와 여러 자연 현상에 대해 관찰에 입각한 설명을 시도하였는데, 예를 들어 태양은 펠로폰네소스보다 더 큰 불타는 덩어리라고 하였고, 달이 빛을 내는 것은 태양빛이 반사된 것이라고 설명하였다.
아낙사고라스의 자연현상에 대한 설명은 신의 존재를 부정하는 불경죄로 여겼고, 결국 아낙사고라스는 추방되었다. 아낙사고라스가 불경죄로 몰린 이유는 정치적인 것이었다. 페리클레스의 정적들은 아낙사고라스를 공격함으로써 페리클레스의 정치적 영향력을 약화시키려고 하였다. 아네테에서 추방된 아낙사고라스는 트로아스의 영토였던 람파스카쿠스로 건너가 여생을 보냈다.

## 우주론
아낙사고라스는 만물엔 각자 그것을 이루는 종자가 있다고 생각하였다. 바위의 종자에서 바위가 생기고, 사람의 종자에서 사람이 생긴다고 본 것이다. 한편, 이 종자들 역시 모든 물체를 이루는 요소들을 모두 가지고 있다고 보았는데, 예를 들어 물의 종자에는 물뿐만 아니라 불, 흙, 공기와 같은 것들을 이루는 요소가 모두 있지만 그 가운데 물의 성질을 나타내는 것이 가장 많기에 물이 된다고 보았다. 아낙사고라스는 이와 같이 본질적으로 동일한 요소들이 조합을 달리하여 물질이 되고 운동하기 위해서는 정신의 작용이 필요하다고 보았고, 이러한 정신 작용인 이성(Nous)이 우주의 혼돈을 바로잡아 질서를 이룬다고 보았다.

## 같이 보기
- 존 버넷